# Hugo Erkmaa
Hugo Erkmaa (Väike-Maarja, 26 marzo 1999) è un cestista estone di formazione italiana.